# 백련성강
《백련성강》(百炼成钢)은 2021년 방송되었던 중국의 드라마이다.

## 등장 인물
- 왕뢰 (王雷) - 마오쩌둥 역
- 하덕준 (夏德俊) - 저우언라이 역
- 왕한 (汪涵) - 리다자오 역
- 주강일요 (朱刚日尧) - 장제스 역
- 장릉혁 (张凌赫) - 광미연 역
- 류위 (刘威) - 천두슈 역
- 천샤오 - 취추바이 역
- 장신청 - 자오위루 역
- 퉁리야 - 진자금 역
- 펑샤오란 - 전우 역
- 허중 - 롱샹핑 역
- 우양 (于洋) - 덩자셴 역
- 이내문 (李乃文) - 곽영부 역
- 조앵자 (Sarah) - 양카이후이 역
- 오일근 (乌日根) - 펑더화이 역
- 황숴원 - 딩라이시 역
- 황멍 (黄勐) - 주더 역
- 동력 (動力) - 진연년 역
- 리성 - 이단 역
- 리보 (李博) - 진의 역
- 허성밍 - 천왕다오 역
- 리쩌펑 - 채화삼 역
- 동몽실 (佟梦实) - 좌권 역